# Оссолін (Підляське воєводство)
Оссолін (пол. Ossolin) — село в Польщі, у гміні Сім'ятичі Сім'ятицького повіту Підляського воєводства.
Населення — 61 особа (2011).
У 1975-1998 роках село належало до Білостоцького воєводства.

## Демографія
Демографічна структура станом на 31 березня 2011 року:
|          | Загалом | Допрацездатний вік | Працездатний вік | Постпрацездатний вік |
| -------- | ------- | ------------------ | ---------------- | -------------------- |
| Чоловіки | 25      | 2                  | 18               | 5                    |
| Жінки    | 36      | 2                  | 19               | 15                   |
| Разом    | 61      | 4                  | 37               | 20                   |